# Cappella Bonajuto
La cosiddetta cappella Bonajuto o del Salvaterello è un sito archeologico nel quartiere Civita di Catania. Ne è stata suggerita la funzione religiosa e la fondazione in epoca bizantina (tra il VI e il IX secolo d.C.).

## Descrizione
Secondo diversi studiosi si tratterebbe di uno dei pochi edifici di rilievo superstite dell'epoca bizantina a Catania. La cappella è collocata all'interno del barocco palazzo Bonajuto in via Bonajuto 7, nel popolare quartiere catanese della Civita. Si presenta a croce greca con pianta quadrata, cupola e tre absidi («cellae trichorae» o «chiesa a trifoglio») in forma simile alle cube bizantine presenti in Sicilia. Rispetto al piano della strada si trova interrata di circa 2 metri.
L'edificio, arricchito anche di testimonianze medioevali e quattrocentesche, è scampato ai diversi terremoti che hanno colpito la città, fra cui il terremoto del Val di Noto del 1693.
La famiglia Bonajuto prese possesso della cappella a partire dal XV secolo per edificare la propria residenza nel corso del XV. Sino all'insediamento dei Bonajuto la cappella era dedicata al Santissimo Salvatore, denominazione che mantenne probabilmente sino al XVIII secolo. 
Nel XVIII secolo la cappella fu oggetto di restauri e ristrutturazione. Jean Houel, noto pittore francese che prese parte al Grand Tour, non poté visitarla ma attraverso le descrizioni e i rilievi fatti eseguire dall'allora intendente alle antichità per la Sicilia orientale, il principe Ignazio Paternò Castello, ne realizzò una accurata rappresentazione conservata al gabinetto delle stampe nell'Ermitage di San Pietroburgo.
La cappella venne restaurata da Paolo Orsi e Sebastiano Agati negli anni trenta; è visitabile e spesso utilizzata per fini espositivi.